# أبو عثمان تشودهاري
أبو عثمان تشودهاري (بالبنغالية: আবু ওসমান চৌধুরী) هو عسكري بنغلاديشي، ولد في 1936.